# 金子兜太
金子 兜太（かねこ とうた、1919年（大正8年）9月23日 - 2018年（平成30年）2月20日）は、埼玉県出身の日本の俳人。現代俳句協会名誉会長。日本芸術院会員。2008年、文化功労者に選出される。小林一茶、種田山頭火の研究家としても知られる。
加藤楸邨に師事した。「寒雷」所属を経て「海程」を創刊し、主宰した。戦後の社会性俳句運動、前衛俳句運動において理論と実作の両面で中心的な役割を果たし、その後も後進を育てつつ第一線で活動した。上武大学文学部教授、現代俳句協会会長などを歴任した。

## 来歴
埼玉県比企郡小川町の母の実家で、父・金子元春と母・はるの長男として生まれる。父の元春は開業医で、「伊昔紅（いせきこう）」の俳号を持つ俳人である。水原秋桜子の「馬酔木」に所属し、1930年に自身の俳誌「若鮎」を創刊し、秩父音頭の復興者としても知られている。伊昔紅の代表句は「元日や餅で押し出す去年糞」で、桂三木助が「蛇含草」を演する時にこれを引用し、その流れから『ビートたけしのオールナイトニッポン』初回にビートたけしが「元旦や餅で押し出す二年糞」と同句を捻ったものを第一声としたために有名になった。2歳から4歳までその父の勤務地であった上海で、帰国して以降は秩父の地で育つ。
旧制熊谷中学校を卒業し、1937年旧制水戸高等学校に入学した。高校在学中の1937年に、一級上の出澤三太に誘われて同校教授宅の句会に参加してはじめて句作し、「白梅や老子無心の旅に出る」と詠んだ。以来、本格的に句作をはじめ、翌年に全国学生俳誌「成層圏」に参加し、竹下しづの女、加藤楸邨、中村草田男らの知遇を得る。1939年に、嶋田青峰の「土上」に投句するが、新興俳句弾圧事件によって「土上」が廃刊に追い込まれる。1940年に卒業し、1941年に東京帝国大学経済学部に入学すると、加藤楸邨主宰の「寒雷」に投句し、以来楸邨に師事する。
1943年に大学を繰り上げ卒業し、佐々木直の面接をうけて日本銀行へ入行した。海軍経理学校に短期現役士官として入校して、大日本帝国海軍主計中尉に任官され、トラック島で200人の部下を率いる。餓死者が相次ぐなか、2度にわたり奇跡的に命拾いする。1946年に捕虜として春島でアメリカ航空基地建設（中継地として）に従事し、11月に最終復員船で帰国する。1947年2月に日本銀行へ復職し、4月に塩谷皆子と結婚する。1949年から翌年末にかけて、日本銀行労働組合の専従初代事務局長を務め、その間に浦和から竹沢村に住居を移す。1950年末に福島支店、1953年に神戸支店、1958年に長崎支店へ転勤ののち、1960年に東京の本店に戻る。支店まわりから「窓際族ではなく、窓奥。1日2-3回開けるだけの本店の金庫番。だから書けた」という仕事で、1974年の55歳定年まで勤めた。
1947年に「寒雷」へ復帰し、沢木欣一の「風」創刊に参加して主唱する社会性俳句運動に共鳴する。1951年に福島の藤村多加夫の持ち家に居住しながら、「波郷と楸邨」を『俳句研究』に執筆する。1955年から日本ペンクラブ会員になる。1957年、西東三鬼の勧めで「俳句の造型について」を『俳句』誌に発表して俳句造型論を展開し、自身の創作方法を理論化する。1958年に新俳句人連盟の中央委員に推薦され、栗林一石路とともに同誌雑詠欄の選者を1959年10月号までの1年間担当する。1960年頃より前衛俳句の旗手に数えられる。
1962年に隈治人、林田紀音夫、堀葦男らと同人誌「海程」を創刊し、1985年より結社誌となり主宰に就任する。
1974年から1979年まで上武大学で教授を、1983年から現代俳句協会会長、1987年から朝日俳壇選者をそれぞれ務め、1992年に日本中国文化交流協会常任理事、2000年に現代俳句協会名誉会長にそれぞれ就き、2005年から日本芸術院会員となる。2006年に妻の皆子が死去する。2015年にいとうせいこうとともに『中日新聞』『東京新聞』の「平和の俳句」選者、ほかに一ツ橋綜合財団理事などを務めた。
2018年2月6日に誤嚥性肺炎の疑いで熊谷市内の病院に入院し、20日に急性呼吸促迫症候群で死去した。長男の真土とその妻が看取った。満98歳没（享年100）。2018年6月22日、有楽町朝日ホールで「お別れ会」が開催された。発起人は黒田杏子や現代俳句協会など。

## 作品・俳論
- 曼珠沙華どれも腹出し秩父の子（『少年』、1955年)
- 水脈（みお）の果（はて）炎天の墓碑を置きて去る（『少年』、1955年)
- 銀行員等朝より蛍光す烏賊のごとく（『金子兜太句集』、1961年）
- 彎曲し火傷（かしょう）し爆心地のマラソン（『金子兜太句集』、1961年）
- 人体冷えて東北白い花盛り（『蜿蜿』、1968年）
- 霧の村石を投（ほう）らば父母散らん（『蜿蜿』、1968年）
- 暗黒や関東平野に火事一つ（『暗緑地誌』、1971年）
- 梅咲いて庭中に青鮫が来ている（『遊牧集』、1981年）
- おおかみに蛍が一つ付いていた（『東国抄』、2001年）
- 夏の山国母いてわれを与太という（『東国抄』、2001年）

などが代表句として知られる。素朴で骨太の叙情、スローガン的とも言われるダイナミックな文体を特徴とし、戦後俳壇の中心的存在として伝統派の飯田龍太と並び称される
戦後参加した社会性俳句については、沢木欣一が社会主義イデオロギーを根底にもった句と規定したのに対して、「社会性は態度の問題」であり「自分を社会的関連のなかで考え、解決しようとする「社会的な姿勢」が意識的に取られている態度」であるという見解を示す（1954年、「風」誌のアンケート）。1957年の「俳句の造型について」では、従来の俳句を自分と対象との直接結合による素朴な方法によるものとした上で、自分と対象との間に「創る自分」という意識を介在させ、暗喩的なイメージを獲得する「造型」の方法を提唱した。のちの1960年に、「創る自分」を発展的に解消した「造型俳句六章」へと繋がった。この前後から前衛俳句の旗手とも見なされ、中村草田男、山本健吉らの俳句観と対立し論争も行っている。また小林一茶、種田山頭火を論じ、漂泊詩人の再評価も行った。
主宰を務める「海程」の結社活動においては、「俳諧自由」をキーワードに個性重視の方針をとり、門人を自身の俳句観に従わせるのではなく、それぞれの個性を発揮できるようにするためのアドバイザーとしての立場に身を置いているとしている · 。
我流の個性的な書も人気を得ている。2015年7月・8月の平和安全法制反対集会などで掲げられたプラカード「アベ政治を許さない」は、澤地久枝の依頼を受けて揮毫したものである。
最晩年の2018年、窪島誠一郎（「無言館」館主）とマブソン青眼（俳人）と共に「俳句弾圧不忘の碑」（「無言館」近辺建立）の筆頭呼びかけ人となり、その碑文を揮毫した。

## 受賞・栄典
- 1956年 - 第5回現代俳句協会賞
- 1978年 - 埼玉県文化賞
- 1988年 - 紫綬褒章
- 1996年 - 第11回詩歌文学館賞（句集『両神』）、勲四等旭日小綬章
- 1997年 - 第48回NHK放送文化賞
- 2001年 - 第1回現代俳句大賞
- 2002年 - 第36回蛇笏賞（句集『東国抄』）
- 2003年 - 日本芸術院賞
- 2005年 - シカダ賞（英語版）
- 2008年 - 第4回正岡子規国際俳句賞大賞、文化功労者
- 2009年 - 熊谷市名誉市民
- 2010年 - 第51回毎日芸術賞特別賞、第22回小野市詩歌文学賞（句集『日常』）、第58回菊池寛賞
- 2015年 - 第30回下町人間庶民文化賞
- 2015年 - 朝日賞[23]

## 著書

### 句集
- 『少年』風発行所、1955年。
- 『金子兜太句集』風発行所、1961年。※第二句集として『半島』を収める
- 『蜿蜿』三青社、1968年。
- 『暗緑地誌』牧羊社、1971年。
- 『金子兜太全句集』立風書房、1975年。※未完句集『生長』、第6句集『狡童』を収める。
- 『旅路抄録』構造社、1977年。
- 『早春展墓』湯川書房、1984年。
- 『遊牧集』蒼土舎、1981年。
- 『猪羊集』現代俳句協会、1982年。
- 『詩経国風』角川書店、1985年。
- 『皆之』立風書房、1986年。
- 『黄』ふらんす堂、1991年。※選句集
- 『両神』立風書房、1995年。
- 『東国抄』花神社、2001年。
- 『日常』ふらんす堂、2009年。
- 『百年』朔出版、2019年。

### 随筆・俳書
- 『今日の俳句』光文社、1965年。
- 『定型の詩法』海程舎、1970年。
- 『定住漂泊』春秋社、1972年。
- 『種田山頭火　漂泊の俳人』　講談社現代新書、1974年。
- 『詩形一本』永田書房、1974年。
- 『俳童愚話』北洋社、1975年。
- 『ある庶民考』合同出版、1977年。
- 『愛句百句』講談社、1978年。
- 『俳句入門』北洋社、1979年。
- 『流れゆくものの俳諧』朝比ソノラマ、1979年。
- 『小林一茶』講談社現代新書、1980年。
- 『中山道物語』吉野教育図書、1981年。
- 『熊猫荘点景』冬樹社、1981年。
- 『一茶句集』岩波書店、1983年。
- 『漂泊三人 ―一茶・放哉・山頭火』飯塚書店、1983年。
- 『兜太俳句教室』永田書房、1984年。
- 『俳句の本質』永田書房、1984年。
- 『兜太詩話』飯塚書店、1984年。
- 『感性時代の俳句塾』サンケイ出版、1984年。
- 『現代俳句を読む』飯塚書店、1985年。
- 『わが戦後俳句誌』岩波新書、1985年。
- 『熊猫荘俳話』飯塚書店、1987年。
- 『放浪行乞』集英社、1987年。
- 『兜太現代俳句塾』主婦の友社、1988年。
- 『各界俳人三百句』主婦の友社、1989年。
- 『兜太のつれづれ歳時記』創拓社、1992年。
- 『遠い句近い句―わが愛句鑑賞』富士見書房、1993年。
- 『二度生きる―凡夫の俳句人生』チクマ秀版社、1994年。
- 『兜太の俳句添削塾』毎日新聞社、1997年。
- 『俳句専念』ちくま新書、1999年。
- 『漂泊の俳人たち』NHK出版、1999年。
- 『俳句の本質』永田書房、2000年。
- 『今日の俳句―古池の「わび」より海の「感動」へ』光文社、2002年。
- 『中年からの俳句人生塾』海竜社、2004年。
- 『酒止めようかどの本能と遊ぼうか―俳童の自画像』中経出版、2007年。
- 『金子兜太の俳句を楽しむ人生』中経出版、2011年。
- 『老いを楽しむ人生』海竜社、2011年。
- 『わたしの骨格「自由人」』NHK出版、2012年。
- 『金子兜太の俳句入門』角川ソフィア文庫、2012年。
- 『荒凡夫 一茶』白水社、2012年。
- 『小林一茶――句による評伝』岩波現代文庫、2014年3月。
- 『日本行脚 俳句旅』アーツアンドクラフツ、2014年8月。
- 『私はどうも死ぬ気がしない 荒々しく、平凡に生きる極意』幻冬舎、2014年10月。
- 『他界』講談社、2014年12月。
- 『あの夏、兵士だった私　96歳、戦争体験者からの警鐘』清流出版、2016年。
- 『金子兜太　私が俳句だ　のこす言葉』平凡社、2018年。渡辺尚子編・構成
- 『金子兜太のことば』石寒太編著、毎日新聞出版、2018年。

### 共著・対談
- 『短詩型文学論』（岡井隆との共著）紀伊国屋書店、1963年。
- 『俳諧有情』（対談集） 三一書房、1988年。
- 『俳句の現在』（飯田龍太・森澄雄・尾形仂との座談会） 富士見書房、1989年。
- 『他流試合 兜太・せいこうの新俳句鑑賞』（いとうせいこうとの共著）講談社、2001年。のち文庫
- 『米寿快談―俳句・短歌・いのち』（鶴見和子との共著）藤原書店、2006年。
- 『たっぷり生きる』（日野原重明との共著）角川学芸出版、2010年。
- 『語る 俳句 短歌』（佐々木幸綱との対談。黒田杏子編）藤原書店、2011年。
- 『金子兜太×池田澄子―兜太百句を読む。』（池田澄子との共著） ふらんす堂、2011年。
- 『五七五の力　金子兜太と語る』（石寒太編）毎日新聞出版、2013年。
- 『語る 兜太――わが俳句人生 金子兜太』（聞き手・黒田杏子）岩波書店、2014年6月。
- 『いま、兜太は』（青木健編）岩波書店、2016年。

### 著作集
- 『金子兜太集　第1巻』筑摩書房、2002年4月。ISBN 4-480-70541-4
- 『金子兜太集　第2巻』筑摩書房、2002年2月。ISBN 4-480-70542-2
- 『金子兜太集　第3巻』筑摩書房、2002年1月。ISBN 4-480-70543-0
- 『金子兜太集　第4巻』筑摩書房、2002年3月。ISBN 4-480-70544-9
- 『金子兜太戦後俳句日記』白水社（全3巻）、2019年3月-

### 評伝
- 黒田杏子『金子兜太養生訓』白水社、新版2005年
- 黒田杏子編著『存在者 金子兜太』藤原書店、2017年
- 『金子兜太の〈現在〉　定住漂泊』齋藤愼爾編、春陽堂書店、2020年
- 井口時男『金子兜太　俳句を生きた表現者』藤原書店、2021年